# Buster Edwards
Ronald Christopher "Buster" Edwards (27 de janeiro de 1931 – 28 de novembro de 1994) foi um criminoso Britânico que foi membro da quadrilha que cometeu o Assalto ao Trem Pagador. Ele também havia sido uma boxeador e o proprietário de uma discoteca.

## Início e vida privada
Edwards nasceu em Lambeth, o filho de um barman. Ele trabalhou em uma fábrica de salsicha após deixar a escola, onde ele começou sua carreira criminal por roubo de carne para vender no pós-guerra mercado negro. Durante a sua Nacionais de Serviço na RAF, ele foi detido por roubar cigarros. Quando ele retornou ao sul de Londres, ele correu para beber um clube e se tornou um profissional do crime.
Ele casou-se com junho de Rosa em 1952. Eles tiveram uma filha, Nicky.
Ele estava envolvido no roubo de £62,000 do Cometa Casa, o quartel-general da British Overseas Airways Corporation no Aeroporto de Heathrow, em 1962. Muitos membros da quadrilha foram capturados, mas Edwards escapou da prisão. Muitos da mesma quadrilha iria para realizar o Grande Roubo de Trem em agosto de 1963.

## Grande Roubo De Trem
O Grande Comboio de quadrilha interceptadas Glasgow–Londres mail trem em Buckinghamshire nas primeiras horas de 8 de agosto de 1963. Depois de adulteração com a pista do lado do sinal de luzes, que parou o trem na Sears Cruzamento e movidas a motor e de alto valor de transporte para Bridego Ponte, perto de Cheddington, e eles escaparam com £2,600,000 de usados notas. O motorista, Jack Mills, foi espancado por cima da cabeça e sofria de complicações relacionadas para o resto de sua vida, as opiniões dividem-se sobre se a lesão foi um fator em sua morte. A gangue temporária do esconderijo em Leatherslade Fazenda foi rapidamente encontrado. A maioria dos membros da quadrilha foram capturados, julgados e presos, mas Edwards fugiu da prisão com a sua £150,000 partilha do dinheiro roubado.
Edwards e outro membro de gangue, Bruce Reynolds, levaram suas famílias para o México. O dinheiro acabou, e Edwards família estava com saudades de casa, então ele negociou seu retorno à Inglaterra em 1966. Ele foi preso e condenado a 15 anos de prisão.

## Mais tarde, a vida
Edwards passou 9 anos na prisão. Depois de seu lançamento inicial em 1975, ele correu uma barraca de flor de fora da Estação de Waterloo , em Londres. Ele deu uma entrevista ao escritor Piers Paul Read, persuadi-lo a escrever no seu livro de 1978 A Ladrões de Trem que o roubo foi liderado pelo alemão commando Otto Skorzeny, e que Edwards foi o responsável por bater Jack Mills. Edwards, cancelada posteriormente a estas reivindicações. Busteré um filme sobre o seu papel no Grande Roubo de Trem, foi feita em 1988, com Edwards jogado por Phil Collins.
Buster Edwards pode ser visto fazendo uma aparição no filme de Buster lado de Phil Collins' esposa Jill na cena onde Buster e junho de terra no México, ele e Jill pé fora do aeroporto, em frente Buster e junho de Edwards.

## Roubo por Dexter Fletcher
Em 1991, Edwards foi vítima de um roubo, ainda que de uma forma mais mundano natureza. No dia 15 de junho, em cerca de 3 horas, o ator Britânico Dexter Fletcher corria ao longo Mepham Rua e pegou dois cachos de chagas , avaliados em r $ 5 a partir de Edwards vaga. Edwards se recusou a perseguição Fletcher com medo de deixar sua baia autônoma. Fletcher foi visto a correr em York Road com as flores. Edwards comunicou o roubo à polícia, identificação de seu agressor como sendo, "Que rapaz de A Rachel Papéis". Fletcher foi infeliz no momento de seu roubo, porque Edwards tinha visto o filme pela primeira vez, poucos dias antes. Fletcher foi preso e acusado de roubo. Na semana seguinte, Fletcher apareceu no Horseferry Estrada Magistrates' Court e se declarou culpado. Foi-lhe dada uma condicional de descarga para doze meses e condenada a pagar r $ 30 de custos. Em mitigação, Fletcher disse que as flores eram para sua namorada e a Prima Gangue co-estrela Julia Sawalha, mas que ele tinha perdido o seu cartão de dinheiro e não conseguiu obter fundos para pagar as flores. Fletcher posteriormente pediu desculpas para Edwards e compensada-lo para as flores.

## A morte
Edwards morreu em Lambeth, em Londres, com a idade de 63 anos. Ele foi encontrado por seu irmão, pendurado em uma viga de aço dentro de um lock-up de garagem em grego Rua, Lambeth. No Inquérito seguintes Edwards " a morte, um painel gravado um abrir de sentença, com base no testemunho de que o falecido estava muito intoxicado para formar uma intenção de se matar. no Entanto, no momento de sua morte, ele estava sendo investigado pela polícia como parte de uma investigação sobre a suspeita de uma grande escala de fraude e especula-se que o medo de voltar a ser preso, poderia ter levado a uma tentativa de suicídio.

## References
1. ↑  Richard Hobbs, 'Edwards, Ronald Christopher [Buster] (1931–1994)', Oxford Dictionary of National Biography, Oxford University Press, Sept 2004 accessed 21 Sept 2010
2. ↑  Bruce Reynolds,  The Autobiography of a Thief  (Virgin Books, 2005),p.193.
3. ↑  Train robber Edwards is found hanged, The Independent, 30 November 1994
4. 1 2  Ronald (Buster) Edwards, Great Train Robber, New York Times, 5 December 1994
5. ↑  Buster Edwards `too drunk' to have committed suicide, The Independent, 10 February 1995
6. ↑  http://www.bernardomahoney.com/rrmurders/articles/pfdbthh.shtml